# أنطونيو فيليغاس
أنطونيو فيليغاس هو سياسي فلبيني، ولد في 9 يناير 1928 في توندو ‏ في الفلبين، وتوفي في 16 نوفمبر 1984 في رينو في الولايات المتحدة. انتخب عمدة مانيلا ‏ (16 أبريل 1962 – 31 ديسمبر 1971).